# WTFPL
WTFPL (Do What the Fuck You Want to Public License) és un tipus de llicència dels drets de propietat intel·lectual permissiva; el seu ús principal és com a llicència permissiva de programari lliure. La llicència original (versió 2.1), publicada el març del 2000, fou escrita per Banlu Kemiyatorn, qui la va utilitzar per material gràfic de Window Maker. Sam Hocevar, un programador francès que fou el líder de projectes de Debian en el període 2007-2008, n'escrigué la versió 2.0. La llicència WTFPL permet la redistribució i la modificació del programari sense cap restricció. La llicència fou aprovada com una llicència de programari lliure compatible GPL per la Free Software Foundation.

## Condicions
El text de la llicència és el següent (en anglès):
```
DO WHAT THE FUCK YOU WANT TO PUBLIC LICENSE
Version 2, December 2004
```

```
Copyright (C) 2004 Sam Hocevar <sam@hocevar.net>
```

```
Everyone is permitted to copy and distribute verbatim or modified
copies of this license document, and changing it is allowed as long
as the name is changed.
```

```
DO WHAT THE FUCK YOU WANT TO PUBLIC LICENSE
TERMS AND CONDITIONS FOR COPYING, DISTRIBUTION AND MODIFICATION
```

```
0. You just DO WHAT THE FUCK YOU WANT TO.
```

## Usos
L'ús de la llicència WTFPL és força rar (o, com a mínim, sota aquest nom), però hi ha hagut programari publicat sota aquesta llicència, la qual també pot ser aplicada sobre material gràfic i escrit. Freecode, un índex de programari lliure, inclou una categoria específica pel material sota WTFPL que conté 38 entrades (gener de 2013), dues de les quals tenen l'autoria de Sam Hocevar, autor de la versió 2.0 de la llicència. Potlatch, un editor en línia del projecte OpenStreetMap, i també el seu equivalent més recent iD, estan publicats sota llicència WTFPL.